# Käringsjön (Munktorps socken, Västmanland)
Käringsjön är en sjö i Köpings kommun i Västmanland och ingår i Norrströms huvudavrinningsområde.